# Том Шедьяк
Томас Пітер Шедьяк (англ. Thomas Peter ‘Tom’ Shadyac; нар. 11 грудня 1958, Фолс-Черч, Вірджинія) — американський кінорежисер, сценарист, продюсер, актор.
Том Шедьяк народився у штаті Вірджинія, 1983 року переїхав до Лос-Анджелеса, навчався в університеті та писав тексти для комедіантів і знімався у другорядних ролях телесеріалів.
У 1989 року здобув ступінь магістра кіномистецтва і зняв короткометражний фільм «Том, Дік і Гаррі», відмічений кінокритиками, працював сценаристом. У 1991 році поставив телефільм «Франкенштейн у коледжі», який мав успіх у глядачів.
Виступаючи як комедіант, Шедьяк познайомився зі своїм естрадним колегою Джимом Керрі, разом із яким написав сценарій комедії «Ейс Вентура: Розшук домашніх тварин». Том Шедьяк став режисером, а Керрі — головним актором цього фільму, прокат якого у 1994 році зібрав понад 100 млн доларів. Творчий союз Шедьяк-Керрі став автором ще двох популярних фільмів — «Брехун, брехун» (1997) та «Брюс Всемогутній» (2003).
Новим успіхом режисера стала комедія «Божевільний професор» 1996 року з Едді Мерфі у головній ролі. Наступна робота з іншим популярним коміком, Робіном Вільямсом, — фільм «Цілитель Адамс» (1998).
У 2002 році Том Шедьяк зняв фільм в іншому жанрі — містичний трилер «Бабка» з Кевіном Костнером.
У 2010-х Шедьяк, як режисер і продюсер, знімав документальні фільми.

## Фільмографія
| Рік  |     | Українська назва                    | Оригінальна назва                   | Роль                         |
| ---- | --- | ----------------------------------- | ----------------------------------- | ---------------------------- |
| 1991 | тф  | Франкенштейн у коледжі              | Frankenstein: The College Years     | режисер                      |
| 1994 | ф   | Ейс Вентура: Розшук домашніх тварин | Ace Ventura: Pet Detective          | режисер, сценарист           |
| 1996 | ф   | Божевільний професор                | The Nutty Professor                 | режисер, сценарист           |
| 1997 | ф   | Брехун, брехун                      | Liar Liar                           | режисер                      |
| 1998 | ф   | Цілитель Адамс                      | Patch Adams                         | режисер, виконавчий продюсер |
| 2002 | ф   | Бабка                               | Dragonfly                           | режисер, продюсер            |
| 2003 | ф   | Брюс Всемогутній                    | Bruce Almighty                      | режисер, продюсер            |
| 2006 | ф   | Нас прийняли                        | Accepted                            | продюсер                     |
| 2007 | ф   | Еван Всемогутній                    | Evan Almighty                       | режисер, сценарист           |
| 2007 | ф   | Чак і Ларрі: Запальні молодята      | I Now Pronounce You Chuck and Larry | продюсер                     |
| 2010 | док | Я є                                 | I Am                                | режисер                      |
| 2018 | ф   | Браян Бенкс                         | Brian Banks                         | режисер                      |